# Большие Атмени (Аликовский район)
Больши́е Атме́ни (чув. Мӑн Этмен) — деревня в Аликовском муниципальном округе Чувашской Республики. Входила в состав Шумшевашского сельского поселения до его упразднения в 2022 году. До 2006 года являлась административным центром Большеатменского сельского поселения.

## Общие сведения о селении

### География
Стоит на реке Выла.

### Климат
Климат умеренно континентальный с продолжительной холодной зимой и тёплым летом. Средняя температура января −12,9 °C, июля 18,3 °C, абсолютный минимум достигал −44 °C, абсолютный максимум 39,4 °C. За год в среднем выпадает до 552 мм осадков.

## Современные Большие Атмени
В настоящее время деревня в основном газифицирована.

### Связь и средства массовой информации
- Связь: ПАО «Ростелеком», Теле 2, Би Лайн, МТС, Мегафон, Смартс.
- Газеты и журналы: Аликовская районная газета «Пурнăç çулĕпе»-«По жизненному пути» Языки публикаций: Чувашский,Русский.
- Радиостанции: В районе прекратили использовать проводное радио. Поэтому население использует радиоприёмные устройства для приёма местных и республиканских каналов на чувашском и русских языках .Наиболее популярные студии: Дорожное радио и многие другие…
- Телевидение: Население использует эфирное и спутниковое телевидение. Эфирное телевидение позволяет принимать национальный канал на чувашском и русском языках.